# Aleksandrowo (gmina w województwie nowogródzkim)
Aleksandrowo (1919 Aleksandrowsk; od 1925 Mackiszki) – dawna gmina wiejska istniejąca do 1925 roku w woj. nowogródzkim II Rzeczypospolitej (obecnie na Białorusi). Siedzibą gminy były Polećkiszki.
W okresie międzywojennym gmina Aleksandrowo należała do powiatu lidzkiego w woj. nowogródzkim. 18 grudnia 1925 roku gminę przemianowano na gmina Mackiszki.
Zobacz też: gmina Aleksandrów